# Jüri Jaakson
Jüri Jaakson (Karula, Estonia, 16 de enero de 1870 - Sosva, Unión Soviética, 20 de abril de 1942) fue un político y abogado estonio que fue Anciano del Estado de Estonia de diciembre de 1924 a diciembre de 2025.

## Biografía

### Primeros años y educación
Jaakson nació en Karula. Tras graduarse en el Instituto Hugo Treffner de Tartu, estudió derecho en la Universidad de Tartu de 1892 a 1896. Se graduó con un diploma de primer grado en 1896. Entre 1897 y 1914 trabajó como abogado en Viljandi y Riga. Entre 1915 y 1919, Jaakson fue miembro de la junta directiva del Banco Municipal de Tallin (en estonio: Tallinna Linnapank).

### Carrera política
Jaakson fue miembro y presidente adjunto de la Asamblea Provincial de Estonia entre 1917 y 1918. Jaakson pertenecía al Partido Democrático Estonio, que se rebautizó como Partido Popular Estonio a finales de 1918. En 1918, fue comisionado general del gobierno provisional de Estonia para la expropiación de propiedades de las potencias de ocupación alemana. Entre 1918 y 1920, fue ministro de Justicia del gobierno de la República de Estonia. Entre 1920 y 1932, Jaakson fue miembro del Riigikogu.
Entre diciembre de 1924 y diciembre de 1925, Jaakson fue Anciano de Estado de Estonia. Entre 1926 y 1940, presidió el Banco de Estonia, fue miembro del Consejo Económico Nacional y representó aEstonia en el comité de Finanzas de la Sociedad de Naciones en Ginebra. También fue miembro del Consejo Nacional, la cámara alta del parlamento bicameral, entre 1938 y 1940. Jaakson fundó varios bancos y participó en diversas organizaciones, como la Sociedad Central de Agricultores del Norte de Estonia (en estonio: Põhja-Eesti Põllumeeste Keskselts) y el Consejo de la Unión Económica de Tallin (en estonio: Tallinna Majandusühisus).

### Arresto y muerte

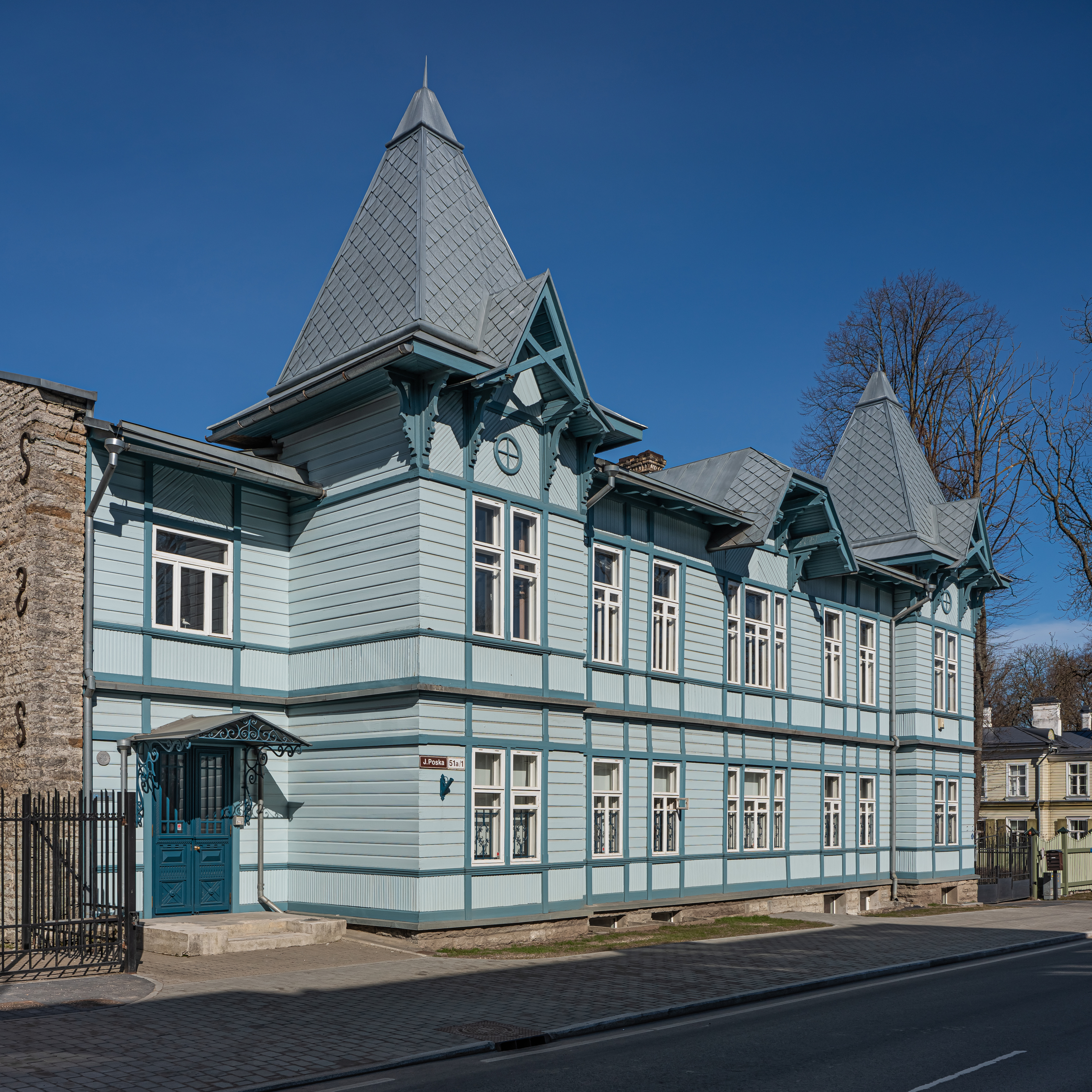
Casa donde vivió Jaakson en Tallin en las décadas de 1920 y 1930

Tras la invasión y ocupación soviética de Estonia y los demás estados bálticos en junio de 1940, Jaakson fue encarcelado por la NKVD el 14 de junio de 1941. Fue deportado a Rusia, acusado de "actividades contrarrevolucionarias", condenado a muerte y ejecutado en Sosva, óblast de Sverdlovsk, en 1942.

## Homenajes
En su honor se erigió una piedra conmemorativa en el pueblo de Kokaviidika. En enero de 2010, Correos de Estonia emitió un sello postal en memoria de Jaakson. En enero de 2020, Eesti Pank emitió una moneda conmemorativa de plata para conmemorar el 150 aniversario del nacimiento de Jaakson.[2]

## Premios y galardones
- Cruz de la Libertad (1920).
- Orden de las Tres Estrellas, Letonia (1925).
- Orden de la Cruz del Águila (1930).